# Class no Dai Kirai na Joshi to Kekkon suru Koto ni Natta
Class no Dai Kirai na Joshi to Kekkon suru Koto ni Natta (Nhật: クラスの大嫌いな女子と結婚することになった。 dịch: Tôi đã kết hôn với cô gái mà tôi ghét nhất trong lớp) hay KuraKon là một bộ light novel hài lãng mạn của Nhật Bản, được sáng tác bởi Seiju Amano và vẽ minh họa bởi Nanami Narumi. Ban đầu nó được ra mắt dưới dạng một bộ manga trên kênh YouTube Manga Angel Neko Oka vào tháng 3 năm 2020, Media Factory đã xuất bản mười tập từ tháng 12 năm 2020 đến tháng 1 năm 2025 dưới ấn hiệu MF Bunko J. Phiên bản chuyển thể manga do Mosskonbu vẽ minh họa đã được đăng trực tuyến trên trang web Shōnen Ace Plus của Kadokawa Shoten từ tháng 5 năm 2021 và sau đó đã được tổng hợp thành bảy tập tankōbon. Phiên bản chuyển thể anime đã được sản xuất bởi Studio Gokumi và AXsiZ đã phát sóng từ tháng 1 đến tháng 3 năm 2025.

## Nhân vật
Saito Hōjō (北条 才人 Hōjō Saito)
Lồng tiếng bởi: Shogo Sakata (anime)
Bạn cùng lớp của Akane. Anh cực kỳ ghét và khinh thường cô, nhưng điều khiến anh kinh hãi hơn là anh bị ép buộc vào một cuộc hôn nhân sắp đặt với cô, mặc dù trái với mong muốn của mình. Mặc dù ban đầu họ đã cãi nhau trong những ngày đầu sau khi kết hôn, nhưng trong suốt quá trình chung sống với nhau, Saito đã ngày càng gắn bó với Akane hơn và bắt đầu nhận ra rằng anh thực sự yêu cô. Anh cũng biết rằng Himari cũng yêu anh, nhưng anh đã không đáp lại tình cảm của cô và liên tục khó chịu vì tình cảm của cô. Gia đình của anh sở hữu một tập đoàn lớn. Ông nội của anh ban đầu yêu bà của Akane nhưng sau đó đã kết hôn với người khác, nhưng về sau lại bắt đầu mối quan hệ với bà sau khi vợ của ông qua đời. Cuối cùng thì Saito từ chối Himari và Maho, và đã thực sự kết hôn với Akane.
Akane Sakuramori (桜森 朱音 Sakuramori Akane)
Lồng tiếng bởi: Ayu Suzuki (YouTube manga), Hinaki Yano (anime)
Bạn cùng lớp của Saito. Mặc dù cô nổi tiếng với ngoại hình xinh đẹp, nhưng ở trong lớp cô lại có tính cách trầm tính và cô cực kỳ ghét Saito. Cô liên tục làm phiền Saito vì tức giận, điều này khiến cho cả hai bất hòa với nhau; tuy nhiên trong suốt quá trình chung sống, cô đã dần ấm áp hơn với Saito và nhận ra rằng cô thực sự cũng yêu anh. Cô đã gặp Saito trong một bữa tiệc khi họ còn nhỏ và rất vui khi biết rằng họ là bạn cùng lớp ở trường trung học, chỉ để thất vọng khi anh không nhận ra cô.
Himari Ishikura (石倉 陽鞠 Ishikura Himari)
Lồng tiếng bởi: Sayumi Suzushiro
Bạn cùng lớp của Akane và Saito, một cô nàng gyaru nổi tiếng với tính cách tốt bụng. Cô là bạn thời thơ ấu của Akane, và cô đã yêu Saito say đắm kể từ năm đầu tiên tại trường trung học, mặc dù anh chưa bao giờ đáp lại. Ban đầu cô không biết về cuộc hôn nhân ép buộc của Akane và Saito, nhưng sau khi cô phát hiện ra sự thật và nhận ra Akane đã nói dối cô, mối quan hệ của họ đã trở nên xấu đi và Himari tăng cường nỗ lực của mình để chiếm lấy Saito cho riêng mình và làm Akane tức giận, dẫn đến cả hai cô gái đã quay lưng với nhau và tạo ra một cuộc ganh đua gay gắt, khiến cho Saito rất thất vọng.
Shisei Hōjō (北条 糸青 Hōjō Shisei)
Lồng tiếng bởi: Nene Hieda
Bạn cùng lớp của Akane và Saito, là em họ của Saito. Cô có mối quan hệ thân thiết với anh họ của mình là Saito, đã dành thời thơ ấu sống cùng anh, và thường xuyên cho anh lời khuyên về cách đối xử tốt hơn với Akane sau khi phát hiện ra cuộc hôn nhân ép buộc của họ. Mặc dù ban đầu chỉ miễn cưỡng nghe theo, nhưng cuối cùng cô cũng ấm áp với Akane.
Tenryu Hōjō (北条 天竜 Hōjō Tenryu)
Lồng tiếng bởi: Hōchū Ōtsuka
Ông của Saito. Ông và bà Chiyo thích nhau khi còn trẻ, nhưng họ không bao giờ đến với nhau. Thay vào đó, họ đã ép các cháu mình kết hôn với nhau như những người đại diện.
Chiyo Sakuramori (桜森 千代 Sakuramori Chiyo)
Lồng tiếng bởi: Fumi Hirano
Bà của Akane. Bà đã tham gia vào kế hoạch của ông Tenryu để cho các cháu của mình kết hôn với nhau và hàn gắn mối quan hệ của họ.
Maho Sakuramori (桜森 真帆 Sakuramori Maho)
Lồng tiếng bởi: Kaori Maeda
Một cô gái trẻ học lớp dưới và là em gái của Akane, người mới chuyển đến trường của họ. Vì cô ấy thích theo dõi Akane, cô giả vờ có hứng thú và tình cảm lãng mạn với Saito, để đi theo anh ấy đến nhà của họ và khám phá ra cuộc hôn nhân của họ. Cô ấy trông ốm yếu khi còn trẻ, điều này đã truyền cảm hứng cho ước mơ trở thành bác sĩ của Akane. Sau đó, cô thao túng ông Tenryu và bà Chiyo để cô trở thành hôn thê của Saito thay vì Akane, và điều này đã thất bại, Akane và Saito kết hôn thực sự với nhau.

## Truyền thông

### Light novel
Được viết bởi Seiju Amano và vẽ minh họa bởi Nanami Narumi, Class no Dai Kirai na Joshi to Kekkon suru Koto ni Natta đã được xuất bản thành mười tập dưới ấn hiệu light novel MF Bunko J của Media Factory từ ngày 25 tháng 12 năm 2020 đến ngày 25 tháng 1 năm 2025. Bộ light novel đã được đăng ký xuất bản ở khu vực Bắc Mỹ bởi Seven Seas Entertainment.
| #  | Ngày phát hành            | ISBN              |
| -- | ------------------------- | ----------------- |
| 1  | Ngày 25 tháng 12 năm 2020 | 978-4-04-065939-8 |
| 2  | Ngày 25 tháng 4 năm 2021  | 978-4-04-680332-0 |
| 3  | Ngày 25 tháng 8 năm 2021  | 978-4-04-680702-1 |
| 4  | Ngày 25 tháng 12 năm 2021 | 978-4-04-681000-7 |
| 5  | Ngày 25 tháng 5 năm 2022  | 978-4-04-681409-8 |
| 6  | Ngày 25 tháng 10 năm 2022 | 978-4-04-681834-8 |
| 7  | Ngày 25 tháng 2 năm 2023  | 978-4-04-682206-2 |
| 8  | Ngày 25 tháng 11 năm 2023 | 978-4-04-682986-3 |
| 9  | Ngày 23 tháng 8 năm 2024  | 978-4-04-683913-8 |
| 10 | Ngày 24 tháng 1 năm 2025  | 978-4-04-684445-3 |

### Manga
Phiên bản chuyển thể manga do Mosskonbu vẽ minh họa đã được đăng trực tuyến trên trang web manga Shōnen Ace Plus của Kadokawa Shoten vào ngày 14 tháng 5 năm 2021. Các chương của bộ truyện này đã được tổng hợp thành bảy tập tankōbon. Phiên bản này cũng đã được đăng ký xuất bản tại Bắc Mỹ bởi Seven Seas Entertainment.
| # | Ngày phát hành            | ISBN              |
| - | ------------------------- | ----------------- |
| 1 | Ngày 25 tháng 12 năm 2021 | 978-4-04-112023-1 |
| 2 | Ngày 25 tháng 5 năm 2022  | 978-4-04-112639-4 |
| 3 | Ngày 26 tháng 12 năm 2022 | 978-4-04-113174-9 |
| 4 | Ngày 25 tháng 7 năm 2023  | 978-4-04-113915-8 |
| 5 | Ngày 26 tháng 2 năm 2024  | 978-4-04-114664-4 |
| 6 | Ngày 25 tháng 9 năm 2024  | 978-4-04-115387-1 |
| 7 | Ngày 24 tháng 3 năm 2025  | 978-4-04-116056-5 |

### Anime
Phiên bản chuyển thể anime đã được công bố vào ngày 24 tháng 6 năm 2024. Nó được sản xuất bởi Aniplex, làm phim bởi Studio Gokumi và AXsiZ, và được đạo diễn bởi Hiroyuki Oshima, với Tatsuya Takahashi viết kịch bản, Nanako Tatsu thiết kế nhân vật, và Arisa Okehazama sáng tác nhạc. Bộ phim được phát sóng từ ngày 3 tháng 1 đến ngày 21 tháng 3 năm 2025 trên nền tảng Tokyo MX và các mạng truyền hình, các nền tảng phát sóng khác. Bài hát ở phần mở đầu là "Koibito Ijō, Suki Miman" (恋人以上、好き未満 n.đ. '"Hơn Người Yêu, Ít Tình Yêu"'), do =Love trình bày, bài hát kết thúc là "Suki Kirai mo Oikoshite" (スキキライも追い越して n.đ. "Vượt qua tình yêu và lòng căm thù"), do Hinaki Yano, Sayumi Suzushiro và Nene Hieda trình bày trong vai các nhân vật tương ứng của họ. Crunchyroll đã phát trực tuyến bộ anime này với tiêu đề I'm Getting Married to a Girl I Hate in My Class. Plus Media Networks Asia đã đăng ký cho bộ phim này ở Đông Nam Á và được phát sóng trên Aniplus Asia.

#### Danh sách tập phim
| TT. | Tiêu đề | Đạo diễn                            | Biên kịch         | Kịch bản phân cảnh              | Ngày phát hành gốc  |
| --- | --- | ----------------------------------- | ----------------- | ------------------------------- | ------------------- |
| 1   | "Kết hôn với người tôi ghét" Chuyển ngữ: "Dai-kirai na Joshi to Kekkon Shita." (tiếng Nhật: 大嫌いな女子と結婚した。)           | Yukio Kuroda                        | Tatsuya Takahashi | Hiroyuki Ōshima                 | 3 tháng 1 năm 2025  |
| 2   | "Cuộc sống mới" Chuyển ngữ: "Shin-seikatsu" (tiếng Nhật: 新生活)                                                                | Hodaka Kuramoto                     | Tatsuya Takahashi | Hiroyuki Ōshima                 | 10 tháng 1 năm 2025 |
| 3   | "Vợ tôi" Chuyển ngữ: "Ore no Yome" (tiếng Nhật: 俺の嫁)                                                                         | Tatsuya Fujinaka                    | Tetsuya Yamada    | Royden B                        | 17 tháng 1 năm 2025 |
| 4   | "Đột kích ban đêm" Chuyển ngữ: "Yashū" (tiếng Nhật: 夜襲)                                                                       | Masateru Nōmi                       | Tetsuya Yamada    | Hiroako Ōshima                  | 24 tháng 1 năm 2025 |
| 5   | "Tôi không thua đâu" Chuyển ngữ: "Makenai kara" (tiếng Nhật: 負けないから)                                                      | Hiroyuki Ōshima                     | Tetsuya Yamada    | Shinji Tanabe & Hiroyuki Ōshima | 31 tháng 1 năm 2025 |
| 6   | "Buổi hẹn hò đầu tiên của đôi vợ chồng" Chuyển ngữ: "Fūfu no Hatsu-dēto" (tiếng Nhật: 夫婦の初デート)                           | Yukio Kuroda                        | Tatsuya Takahashi | Royden B                        | 7 tháng 2 năm 2025  |
| 7   | "Nhẫn" Chuyển ngữ: "Yubiwa" (tiếng Nhật: 指輪)                                                                                  | Kiyotaka Takezawa                   | Tatsuya Takahashi | Hiroyuki Ōshima                 | 14 tháng 2 năm 2025 |
| 8   | "Tiền bối" Chuyển ngữ: "Senpai" (tiếng Nhật: センパイ)                                                                          | Hiroyuki Ōshima & Tatsuya Fujinaka  | Tetsuya Yamada    | Waruo Suzuki                    | 21 tháng 2 năm 2025 |
| 9   | "Tình cảm chị em" Chuyển ngữ: "Imōto-gokoro" (tiếng Nhật: 妹心)                                                                 | Hodaka Kuramoto                     | Tetsuya Yamada    | Hiroyuki Ōshima                 | 28 tháng 2 năm 2025 |
| 10  | "Bạn gái (hờ)" Chuyển ngữ: "Kanojo (Kari)" (tiếng Nhật: 彼女（仮）)                                                             | Yukio Kuroda                        | Tatsuya Takahashi | Royden B                        | 7 tháng 3 năm 2025  |
| 11  | "Giọng nói" Chuyển ngữ: "Koe" (tiếng Nhật: 声)                                                                                  | Hiroyuki Ōshima                     | Tatsuya Takahashi | Hiroyuki Ōshima                 | 14 tháng 3 năm 2025 |
| 12  | "Kết hôn với người tôi ghét nhất lớp" Chuyển ngữ: "Dai-kirai na Danshi to Kekkon Shita." (tiếng Nhật: 大嫌いな男子と結婚した。) | Hiroyuki Ōshima & Kiyotaka Takezawa | Tatsuya Takahashi | Hiroyuki Ōshima                 | 21 tháng 3 năm 2025 |